# سال سیلاب
سال سیلاب (انگلیسی: The Year of the Flood) (۲۰۰۹) به قلم مارگارت اتوود، دنیا را پس از عالم‌گیری بیماری را در وضعی که نسل انسان رو به انقراض می‌باشد تصویر می‌کند. بیش‌تر مردم ۲۵ سال قبل در شیوع گونه‌ای طاعون ویروسی که از هوا منتقل می‌شد و چون آتشی ویران‌گر به جان شهرها افتاد از میان رفته‌اند. نویسنده در این اثر خود به انزوای شدید معدود جان به‌در بردگان در چنین دنیایی می‌پردازد.

## خلاصه داستان
توبی، زن باغبان، هر روز از بام آسپایی متروک در جستجوی انسانی دیگر افق را با نگاه می‌جوید: "حتماً کس دیگری هم هست که نجات پیدا کرده باشد… نمی‌شود که او تنها موجود روی کره خاکی باشد. حتماً آدم‌های دیگری هم هستند، اما دشمنند یا دوست؟ اگر به کسی بربخورد، چطور این را از او می‌پرسید؟" زن، رقصنده بندباز و «یکی از پاک‌ترین دختران هرزه شهر» زنده مانده‌است. او را برای جلوگیری از انتقال بیماری به دیگران از راه رابطه جسمانی قرنطینه کرده بودند. دختر رقصنده مدام نامش را می‌نویسد: «وقتی مدت زیادی تنها می‌مانید، فراموش می‌کنید که کی هستید.»
نویسنده به گذشته بازمی‌گردد و به‌دقت شرح می‌دهد چگونه مهندسان زیست‌فناوری با حمایت مالی شرکت‌های حاکم بر بازار، تعادل طبیعت و انسان را برهم زدند و چگونه کنش‌گرانی مانند توبی با آن مبارزه کردند. نویسنده با هشیاری همیشگی‌اش دربارهٔ زیان‌های علم، اثرش را بر پیش‌فرض‌هایی بس موجه و باورپذیر بنا می‌کند و بدین‌سان رمان سال سیلاب به طرزی هولناک پیش‌گویانه از کار درمی‌آید.